# Schanna Block
Schanna Block (ukrainisch Жанна Блок, engl. Transkription Zhanna Block, geb. Tarnopolska – Тарнопольська – Tarnopolska, in erster Ehe Pintussewytsch – Пінтусевич – Pintusevych; * 6. Juli 1972 in Nischyn, Ukrainische SSR, Sowjetunion) ist eine ehemalige ukrainische Sprinterin.

## Laufbahn
1992 siegte sie bei den Halleneuropameisterschaften in Genua über 60 Meter. Im Jahr darauf holte sie bei den Hallenweltmeisterschaften in Toronto Bronze über dieselbe Distanz. Bei den Europameisterschaften 1994 in Helsinki errang sie jeweils Silber über 100 und 200 Meter. 1995 wurde sie bei den Weltmeisterschaften in Göteborg Fünfte und schied über 200 Meter im Vorlauf aus. Bei den Olympischen Spielen 1996 in Atlanta kam sie über 100 Meter auf den achten Platz und erreichte über 200 Meter das Viertelfinale.
1997 holte sie bei den Weltmeisterschaften in Athen Gold über 200 und Silber über 100 Meter. 200 Meter, und bei den Weltmeisterschaften 2001 in Edmonton gewann sie über 100 Meter. 1996 und 2000 nahm sie an Olympischen Spielen teil, wo ihre beste Platzierung Rang fünf über 100 Meter im Jahr 2000 in Sydney war. Im Jahr darauf folgte bei den Europameisterschaften in Budapest Silber über 200 Meter und ein vierter Platz über 100 Meter. Ebenfalls Vierte über 100 Meter wurde sie bei den Weltmeisterschaften 1999 in Sevilla; über 200 Meter verzichtete sie im Viertelfinale auf den Start.
Bei ihrer zweiten Olympiateilnahme 2000 in Sydney wurde sie Vierte über 100 Meter und Siebte über 200 Meter. Im Jahr darauf triumphierte sie bei den Weltmeisterschaften 2001 in Edmonton über 100 Meter.

## Dopingaffäre
1999 heiratete sie den US-Amerikaner Mark Block, der sie auch trainierte und als Manager betreute. 2004 wurde Schanna Block als mutmaßliche Kundin des Dopingmittellieferanten Balco benannt. 2011 wurde Mark Block in einem Verfahren, das die United States Anti-Doping Agency (USADA) gegen ihn eingeleitet hatte, wegen seiner Verwicklung in die BALCO-Affäre für zehn Jahre gesperrt. Gegen seine Ehefrau, die zuletzt 2006 Wettkämpfe bestritten hatte, wurde eine zweijährige Sperre ab dem 6. Oktober 2011 wegen Verstößen gegen die Dopingbestimmungen in den Jahren 2002 und 2003 verhängt, und alle ihre Resultate seit dem 30. November 2001 wurden annulliert.
Betroffen von dieser nachträglichen Disqualifikation waren unter anderem die Goldmedaille über 60 Meter bei den Hallenweltmeisterschaften 2003 in Birmingham, die Silbermedaille über 100 Meter bei den Weltmeisterschaften 2003 in Paris/Saint-Denis und der sechste Platz über 60 Meter bei den Hallenweltmeisterschaften 2006 in Moskau.

## Persönliche Bestzeiten
- 50 m (Halle): 6,09 s, 2. Februar 1993, Moskau
- 60 m (Halle): 7,07 s, 11. Februar 1993, Madrid
- 100 m: 10,82 s, 6. August 2001, Edmonton
- 200 m: 22,17 s, 9. Juli 1997, Monachil